# Baião
|  | No s'ha de confondre amb Baião (gènere musical). |

Baião és un municipi portuguès, situat al districte de Porto, a la regió del Nord i a la Subregió del Tâmega. L'any 2006 tenia 21.151 habitants. Es divideix en 20 freguesies. Limita al nord amb Amarante, a l'est amb Peso da Régua i Mesão Frio, al sud amb Resende i Cinfães i a l'oest amb Marco de Canaveses.

## Població
| Població del concelho de Baião (1801 – 2004) | Població del concelho de Baião (1801 – 2004) | Població del concelho de Baião (1801 – 2004) | Població del concelho de Baião (1801 – 2004) | Població del concelho de Baião (1801 – 2004) | Població del concelho de Baião (1801 – 2004) | Població del concelho de Baião (1801 – 2004) | Població del concelho de Baião (1801 – 2004) | Població del concelho de Baião (1801 – 2004) |
| -------------------------------------------- | -------------------------------------------- | -------------------------------------------- | -------------------------------------------- | -------------------------------------------- | -------------------------------------------- | -------------------------------------------- | -------------------------------------------- | -------------------------------------------- |
| 1801                                         | 1849                                         | 1900                                         | 1930                                         | 1960                                         | 1981                                         | 1991                                         | 2001                                         | 2004                                         |
| 9939                                         | 17944                                        | 23139                                        | 26886                                        | 28864                                        | 24438                                        | 22456                                        | 22355                                        | 21564                                        |

## Freguesies
- Ancede
- Campelo (Baião)
- Frende
- Gestaçô
- Gove
- Grilo
- Loivos da Ribeira
- Loivos do Monte
- Mesquinhata
- Ovil
- Ribadouro
- Santa Cruz do Douro
- Santa Leocádia
- Santa Marinha do Zêzere
- São Tomé de Covelas, anteriorment Covelas
- Teixeira
- Teixeiró
- Tresouras
- Valadares
- Viariz